# 신의 전사
《신의 전사》(The Prophecy, God's Army)는 미국에서 제작된 그레고리 위든 감독의 1995년 영화이다. 크리스토퍼 월켄 등이 주연으로 출연하였고 조엘 소이슨 등이 제작에 참여하였다.

## 출연

### 주연
- 크리스토퍼 월켄
- 엘리어스 코티스
- 버지니아 매드슨

### 조연
- 에릭 스톨츠
- 비고 모텐슨
- 아만다 플러머

## 기타
- 공동제작: 마이클 레히
- 미술: 클락 헌터
- 의상: 데이너 앨리슨

## 사운드트랙
이 영화의 음악은 데이비드 C. 윌리엄스가 참여하였으며 2006년 8월 7일 Perseverance Records에 의해 발매되었다.